# Boydov tjesnac
Boydov tjesnac (eng. Boyd Strait) je 40 širok tjesnac između Snow Islanda i Smith Islanda u otočju Južni Shetland, Antarktika. Povezuje Drakeov prolaz i Bransfieldov tjesnac.
Tjesnac je 1823. godine imenovala britanska ekspedicija pod vodstvom Jamesa Weddella u čast kapetana Davida Boyda iz Kraljevske mornarice.

## Zemljovidi
- Chart of South Shetland including Coronation Island, &c. from the exploration of the sloop Dove in the years 1821 and 1822 by George Powell Commander of the same. Scale ca. 1:200000. London: Laurie, 1822.
- South Shetland Islands : Map 3.  Scale 1:200000. Cambridge: British Antarctic Survey, 2008.